# Eslarn
Eslarn là một đô thị ở huyện Neustadt (Waldnaab) bang Bayern thuộc nước Đức.